# Mike Tindall
Michael James Tindall, MBE  (18 de Outubro de 1978, Otley, Leeds, West Yorkshire), é um ex-jogador britânico de Rugby do Gloucester Rugby da Inglaterra.
Foi jogador do clube inglês Bath de 1997 a 2005, e entre 2005 até 2014 jogou no clube Gloucester Rugby.

## Saída do rugby profissional
Em 15 de julho de 2014, Tindall anunciou oficialmente para o público a sua saída do rugby profissional.

## Relação com Zara Phillips

### Primeiro encontro e namoro
Durante a Copa do Mundo de Rugby Union de 2003 na Austrália, Mike conheceu a Zara Phillips, a filha da princesa Anne, Princesa Real do Reino Unido e o seu primeiro marido, o capitão Mark Phillips; sendo a neta mais velha da rainha Elizabeth II do Reino Unido e do príncipe Philip, Duque de Edimburgo. A partir daí, os dois iniciaram um namoro.

### Noivado
Em 21 de dezembro de 2010, o Palácio de Buckingham anunciou oficialmente noivado de Mike com Zara Phillips. Como então exigido pelo Royal Marriages Act 1772 do Reino Unido, a rainha Isabel II do Reino Unido deu o seu consentimento para o casamento deles em uma reunião do Conselho Privado do Reino Unido em 10 de maio de 2011.
O casal realizou um pré-festejo no iate HMY Britannia, poucos dias antes do casamento.

### Casamento
No dia 30 de julho de 2011, o casamento foi realizado na igreja presbiteriana de Canongate Kirk, localizada na cidade de Edimburgo na Escócia, com a presença de 400 convidados, incluindo vários membros da família real britânica. O casamento foi oficializado pelo reverendo Neil Gardner. Uma recepção para os convidados foi realizada no Palácio de Holyrood, logo após o casamento.

### Paternidade
Em 17 de janeiro de 2014, nascia a primeira filha do casal: a Mia Grace Tindall no Gloucestershire Royal Hospital na cidade de Gloucester na Inglaterra, a qual foi a 4ª bisneta da rainha britânica. Logo após isso, as duas próximas gestações de sua esposa Zara terminaram em aborto espontâneo.
Em 18 de junho de 2018, nasceu a segunda filha do casal: a Lena Elizabeth Tindall, nascida no Stroud Maternity Hospital, localizado na cidade de Stroud na Inglaterra.
Em 8 de dezembro de 2020, foi anunciado oficialmente que sua esposa estava esperando seu terceiro filho do casal em meio da Pandemia de COVID-19. Em 21 de Março de 2021 foi pai de Lucas Philip Tindall.

## Relação familiar
Mike, a sua esposa Zara e os filhos do casal residiam em uma casa de £ 1,2 milhão em Cheltenham no condado de Gloucestershire na Inglaterra até meados de 2013.
Em meados de 2013, a família se mudou para a propriedade da mansão de House Gatcombe Park, a residência oficial particular de campo da princesa Anne, Princesa Real do Reino Unido, localizada perto do vilarejo de Minchinhampton na Inglaterra.

## Polêmicas
Em 15 de março de 2008, Tindall foi preso por dirigir embriagado. Em 8 de janeiro de 2009, foi condenado e proibido de conduzir por três anos e multado em £ 500 por beber ao volante, e com 75 £ por custos.
Esta foi a consequência de um incidente na auto-estrada M4 em 15 de março de 2008, na sequência de um dia assistindo a corrida de cavalos do Cheltenham Racing Festival, ao lado de Zara Phillips.